# Nothotsuga
Il genere monospecifico Nothotsuga è strettamente correlato a Keteleeria e Pseudolarix, tutti e tre i generi hanno strobili maschili terminali e coni a grappolo su lunghi peduncoli frondosi. In ciascuno dei tre, le squame del seme vengono eliminate dalla disintegrazione del rachide, piuttosto che dall'abscissione delle singole squame come in Abies e Cedrus (Frankis 1988). Nothotsuga longibracteata era precedentemente classificata come una specie di Tsuga e la sua morfologia vegetativa ricorda quella di Tsugain molti modi. Si distingue, tuttavia, per la presenza di un lungo peduncolo frondoso sul cono femminile, per i suoi strobili maschili raggruppati e per le squame brattee spatolate del cono.